# Frederick Copleston

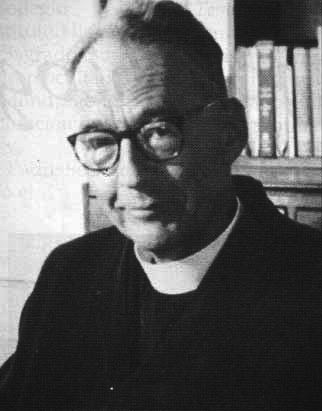
Frederick Copleston

Frederick Charles Copleston (Taunton, 10 april 1907 – Londen, 3 februari 1994) was een Britse jezuïet en filosoof, vooral bekend van zijn negendelige A History of Philosophy die tussen 1946 en 1975 verscheen.

## Biografie
Copleston bekeerde zich tot het rooms-katholicisme toen hij aan Marlborough College studeerde. Hij is bekend geworden dankzij zijn invloedrijke A History of Philosophy in negen delen. Hij debatteerde in 1948 met Bertrand Russell in geruchtmakende uitzendingen van de BBC, tegenover wie hij het bestaan van God verdedigde, en later met A.J. Ayer, tegenover wie hij de zinvolheid van religieus taalgebruik verdedigde.
Vanaf 1952 gaf Copleston tussendoor ook lezingen aan het Gregoriaans Instituut in Rome terwijl hij verder verbonden bleef aan Heythrop College, tot hij in 1970 de University of London vervoegde en daar later College Principal werd. Nadat hij in 1974 officieel geëmeriteerd werd, bleef hij toch aan de andere kant van de oceaan lezingen geven, vooral aan de Santa Clara University in Californië.
In 1970 was hem het lidmaatschap van de British Academy toegekend. In 1993 werd hij onderscheiden met de benoeming tot Commandeur in de Orde van het Britse Rijk.

## Werk
Enkele belangrijke bijdragen van Copleston. 
- Een van Coplestons significantste bijdragen aan de moderne filosofie is zijn werk over Thomas van Aquino. Daarin tracht hij Aquino's "vijf wegen" (in de Summa Theologiae) te verhelderen door een onderscheid te maken tussen in-fieri- en in-esse-oorzaken. Op die manier verduidelijkt Copleston dat het Aquino's bedoeling was om het concept van de "alomtegenwoordige God" naar voren te brengen, eerder dan een wezen dat na het in gang zetten van de oorzaak-gevolgketen verdwenen zou kunnen zijn.
- Zijn belangrijkste bijdrage aan het filosofieonderwijs is ongetwijfeld zijn negendelige serie over de geschiedenis van de filosofie, A History of Philosophy, die hij oorspronkelijk voor zijn seminariestudenten schreef.

## Over
- 1987 - The philosophical assessment of theology: essays in honor of Frederick C. Copleston, Hughes Gerard, Search Press.